# Chalkhill
Chalkhill es un lugar designado por el censo ubicado en el condado de Fayette en el estado estadounidense de Pensilvania. En el año 2010 tenía una población de 141 habitantes y una densidad poblacional de 67,1 personas por km².

## Geografía
Chalkhill se encuentra ubicado en las coordenadas 39°50′46″N 79°36′49″O / 39.84611, -79.61361. Según la Oficina del Censo de los Estados Unidos, Chalkhill tiene una superficie total de 0,82 mi² (2,1 km²), de la cual 0,81 mi² (2,1 km²) corresponden a tierra firme y 0,01 mi² (0 km²) es agua.